# Wiener Neueste Nachrichten

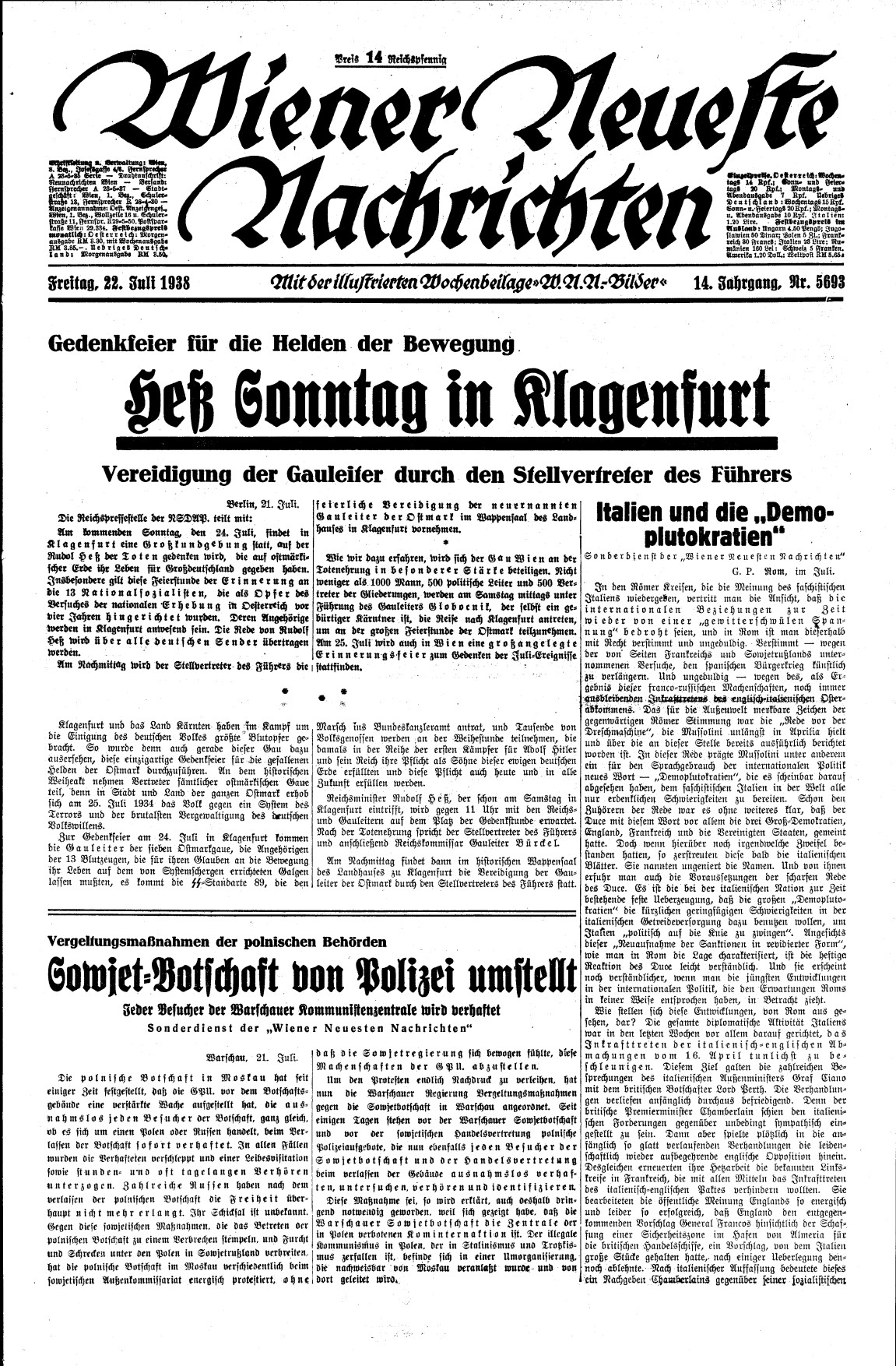
Wiener Neueste Nachrichten vom 22. Juli 1938

Wiener Neueste Nachrichten ist der Name zweier Zeitungen aus Wien, die zwischen 1894 und 1945 in diversen Formaten publiziert wurden.
Anfangs trug die Zeitung noch den Beititel „Sonn- und Montagsblatt: unabhängiges Organ für die politischen, wirthschaftlichen und socialen Interessen des christlichen Volkes in Oesterreich“. Dieser Beititel wurde ab der Ausgabe vom 9. November 1896 geändert in „unabhängiges Montagsblatt für die politischen, wirthschaftlichen und socialen Interessen des christlichen Volkes in Oesterreich“ und schließlich ab 4. Oktober 1909 in „unabhängiges Montag-Morgenblatt: Organ für die politischen, wirtschaftlichen und sozialen Interessen des christlichen Volkes in Oesterreich“. Letztendlich kommt es 1914 zu einer weiteren Zusatzänderung in „unabhängiges Organ für die politischen, wirtschaftlichen und sozialen Interessen des christlichen Volkes in Österreich“, bis schließlich ab 19. November 1917 die Zeitung nur noch den Titel „Montag-Frühblatt“ trägt.
Von 18. November 1901 bis 17. November 1902 erschien darin die Rubrik „Finanzielle Mittheilungen / Wiener Wechselstuben-Gesellschaft“. In den Jahren 1918 bis 1919 die Beilage „Politische Frauenzeitung“.
Die Fortsetzung fand die Zeitung „Wiener Neueste Nachrichten“ unter dem Titel Neues Montagblatt, die den Beititel „Mit Sport des Sonntags“ trug und von 10. März 1919 bis 25. Juni 1928 erschienen ist.
Unter eben demselben Titel „Wiener Neueste Nachrichten“ erschien von 30. Oktober 1925 bis 5. April 1945 eine weitere Zeitung. Im Format 2° (41 × 26 cm) wechselte diese mehrmals ihre Erscheinungsweise. Die „Wiener Neueste Nachrichten“ war ein Parteiorgan der Großdeutschen Volkspartei.

## Erscheinungsweise
- 30. Oktober 1925: siebenmal wöchentlich;
- 19. Februar 1934: 12-mal wöchentlich (Montag mittags, Dienstag bis Samstag 1. Ausgabe morgens, 2. Ausgabe abends, Sonntag morgens);
- ab 2. April 1935: Montags mittags, Dienstag bis Sonntag morgens;
- 2. Ausgabe 2. April 1935 bis 30. Juli 1938 als Abendausgabe
- 16. September 1938 bis 28. Oktober 1944 als Nachtausgabe
- 30. Oktober 1944 bis 5. April 1945 als Nachtausgabe mit Wehrmachtbericht bezeichnet

## Format
- 2° u. gr.-2°, 36 × 24,5 cm,
- ab 11. März 1901: 33 × 23 cm
- ab 15. Jänner 1906: 40 × 26,5 cm, 3-spaltig,
- ab 4. Oktober 1909: 47,5 × 30 cm, 4-spaltig,
- ab 15. März 1915: 35,5 × 23,5 cm, 3-spaltig.